# Kína vasúti közlekedése
A vasúti közlekedés a szállítás fontos módja Kínában. A hálózat hossza több mint 155 000 km (2022), ami a világ második leghosszabb hálózata. Ez a legforgalmasabb hálózat a világon. Sok villamosított vonal is van, hosszát tekintve az első a világon, megelőzve Oroszországot és Németországot is.
2007-ben a Kínai Vasútnak 578 000 vagonja, 44 000 személykocsija és 18 300 mozdonya volt. Több mint 36 300 vonat közlekedett naponta, melyek közül 3000 személyszállító és 33 300 tehervonat volt.
A vasúti közlekedést túlnyomórészt a China Railway (CR), Kína államvasútja üzemelteti.

## Vasúthálózat
Kínában a normál vasút nyomtávolsága 1435 mm, a kisvasutak nyomtávolsága pedig 750 mm.
- Normál nyomtáv: 155 000 km (2022)[2]
  - Ebből nagysebességű: 40 474 km (2023)[9]
- Keskeny nyomtáv: 3600 km, 750 mm helyi iparvágányok (1998)
- Villamosított vonalak:  100 000 km (2019)[1]
- kétvágányú vasúti pályák: 83 000 km (2019)[1]

## Jövőbeli tervek
A vasútfejlesztések a jövőben is folytatódni fognak, de jóval nagyobb tempóval és költségekkel, mint az azt megelőző években. A kapacitások az igényekhez képest nagyon szűkösek. Kínában sok szénerőmű van, melyek szénnel való ellátása rendkívül fontos vasúti feladat. Ha a vasúti közlekedés akadozik, az az országos energiaellátásban is jelentkezik. A teherforgalom legnagyobbrészt észak-dél irányú. A világ vasúti forgalmának 25%-a Kínában zajlik, a világ vasútvonalainak mindössze 6%-án. 2008-ban 42 milliárd dollárt kívánnak vasúti fejlesztésekre fordítani, míg 2003 és 2008 között 72 milliárd dollárt költöttek e célra. A 19. század óta a világon a legnagyobb vasúti kapacitásbővítés zajlik ma. 2007 végén a vonalak hossza 78 ezer km volt. 2004-es terv alapján ennek 2020-ra 100 ezer kilométer hosszúra kellett volna bővülni, de 2007-ben módosították a terveket: 2015-re el akarják érni a 120 ezret. A gazdasági reformkorszak legutóbbi 30 évében építetthez képest ez 60%-kal hosszabb hálózatot jelent. Jelenleg a vasút az igényeknek csak alig 40%-át képes kielégíteni.
Kína Európába történő áruszállításában is növekvő szerepet szán a vasútnak. A történelmi selyemút mentén haladó vasútvonalakon keresztül juthatna az áru az európai piacokra, így tehermentesíteni lehetne a zsúfolt északi és déli kikötőket. A szállítási útvonal kialakítására 2008 elején kezdődtek meg a próbálkozások, egy kínai irányvonat már elindult a hamburgi kikötőbe. Az útvonal Magyarországon is keresztülhaladt. A vonal Záhonyban lépett be az országba és Sopronon át hagyta el azt.

## Nagysebességű vasúti közlekedés
Kína nagysebességű vasúti közlekedését a China Railway High-speed üzemelteti. Kínában található a világ leghosszabb üzemelő nagysebességű vasúthálózata, melynek hossza 2011 elején még csak 6 299 km volt, de ez az év végére 9 867 km-re nőtt. 2021 végén 40 474 km hosszúságú nagysebességű vonal volt üzemben, 2025 közepére pedig elérte a 48 000 km-et.
A Kínai Népköztársaság nagysebességű vasúthálózata a világ leghosszabb és legkiterjedtebb hálózata, amelynek teljes hossza 2022 végén elérte a 42 000 kilométert. A nagysebességű vasúthálózat újonnan épített, 200–350 km/h tervezési sebességű vasútvonalakat foglal magában. A kínai NSV a világ összes nagysebességű vasúthálózatának hosszának a kétharmadát tette ki 2019-ben. Az NSV-vonatok, a pálya és a szolgáltatás szinte teljes egészében a China Railway Corporation tulajdonában van és a China Railway High-speed (CRH) márkanév alatt működik.

### Nagysebességű vasutak
350 km/h vasútvonal
- Peking–Tiencsin nagysebességű vasútvonal
- Peking–Sanghaj nagysebességű vasútvonal

200 km/h vasútvonal
- Csinhuangtao–Senjang nagysebességű vasútvonal, néhány szakaszon a max. sebesség: 250 km/h
- Jiaoji Railway
- Zhegan Railway legnagyobb része
- Kanton–Sencsen-vasútvonal egy része
- Peking–Sanghaj-vasútvonal egy része
- Jingguang railway egy része
- Lienjünkang–Lancsou-vasútvonal, Csengcsou és Hszücsou között

Gördülőállomány
- CRH: CRH1, CRH2, CRH3, CRH5, CRH380A
- SJ X2000
- Blue Arrow
- China Star

## Nevezetes vonalak
Az alábbi tíz vasútvonal más-más okból nevezetes, csúcstartó vagy rendkívüli. Az összeállítást a http://www.bjreview.com készítette.
- Peking–Kowloon-vasútvonal;
- Nanning–Kunming-vasútvonal - a vonal 2010 méteres szintkülönbséget győz le, ehhez 447 hidat és 258 alagutat kellett építeni;
- Paocsi–Csengtu-vasútvonal;
- Kanton–Sencsen-vasútvonal - Kína első nagysebességű vasútvonala;
- Csinghaj–Tibet-vasútvonal - vasút a Tibeti-fennsíkon;
- Peking–Tiencsin nagysebességű vasútvonal - Kína teljes egészében önállóan megépített nagysebességű vonala, egy ideig a világ leggyorsabb vonala;
- Lienjünkang–Lancsou-vasútvonal;
- Tatung–Csinhuangtao-vasútvonal - a világ legnagyobb teherforgalmú vasútvonala;
- Peking–Csinhuangtao-vasútvonal - Kína első kétvágányú, villamosított vasútvonala;
- Peking–Sanghaj nagysebességű vasútvonal - a világon leggyorsabban megépített, leghosszabb egyszerre átadott, a világ két leghosszabb hídját magába foglaló, egyik legforgalmasabb nagysebességű vasútvonala.

## Vasúti kapcsolata más országokkal
- Afganisztán - nincs
- Laosz - van, azonos nyomtávolság
- Oroszország - van, eltérő nyomtávolság (1520 mm / 1435 mm)
- Észak-Korea - van, azonos nyomtávolság
- Mongólia - van, eltérő a nyomtávolság (1520 mm / 1435 mm)
- Kazahsztán - nincs, eltérő a nyomtávolság (1520 mm / 1435 mm)
- Kirgizisztán - nincs, eltérő a nyomtávolság (1520 mm / 1435 mm)
- Tádzsikisztán - nincs
- Pakisztán - nincs
- India - nincs
- Nepál - nincs, tervezés alatt 1435 mm
- Bhután - Bhutánban nincs vasút
- Mianmar - nincs
- Vietnám - van, eltérő a nyomtávolság; tervezés alatt a normál nyomtávolságú kapcsolat

## Lásd még
- Sanghaji lebegő mágnesvasút

### Vasúti térképek
- Thorsten Büker: www.bueker.net - Kína vasúti térképe (angol nyelven). bueker.net, 2011. (Hozzáférés: 2011. október 24.)
- Railway map of China (1). kétvágányú vonalak, villamosított vonalak és épülő vonalak 2001 körül
- Railway map of China (2). Vasúti térkép az 1990-es évekből
- Railway map of China (3). Vasúti térkép az 1980-as évekből
- Railway map of China (4). Vasúti térkép 2006-ból
- Railway map of China (5) Archiválva 2021. augusztus 8-i dátummal a Wayback Machine-ben. Egy nagyon nagy térkép Kína vasúthálózatáról angol és kínai nyelven